# كلود أدريان هلفتيوس
كلود أدريان هلڤتيوس Claude Adrien Helvétius (باريس، 26 فبراير 1715 - فرنسا، 26 ديسمبر 1771)، فيلسوف وموسوعى فرنسي، له نظرية تقول ان الناس كلهم يولدوا بقدرات متساوية لكن ظروف التربية والتعليم تجعلهم متفاوتين في القدرات، وأن كل نشاط عقلي صادر من الإحساس، وحتى الروح نفسها عبارة عن القدرة على الإحساس، ويعتقد أن الصالح الذاتي هو الدافع وراء تصرفات الناس. من مؤلفاته: «عن الروح» De l'esprit (نشر 1758) والذي نجح ولكن سبب له مشاكل مع القساوسة المسيحيين الذين اعتبروه كتاب خطر، واعتبرته الكنيسة هرطقة وحرق في الشارع في باريس. ومن أقواله ”الناس تولد بَشر ليسوا بأغبياء، والتربية هي التي تجعلهم أغبياء.“

## حياته
انحدرت الأسرة من أصل سويسري ألماني سئل هؤلاء الأقوام الأشداء الممتلئين نشطاً الذين تزهو وتزدهر بهم اليوم برن وزيورخ. واتخذ أحد الأعضاء في نيوشاتل اسم Schweitzer ومعناه سويسري. وحمل آخر انتقل إلى الأراضي الواطئة اسم Helvetius ومعناه أيضاً سويسري، وانتقل هذا الفرع الثاني إلى باريس حوالي 1680، وهنا أصبح جان كلود أدريان هلفشيوس طبيباً للملكة ماري لزكزنسكا. من أولاده العشرين يعنينا هنا كلود أدريان الذي ولد 26 يناير 1715 والذي نشأ وترعرع في كنف الطب الذي ترك بعض بصمات على فلسفته وبعد أن تلقى تعليمه على يد الجزويت في كلية لويس العظيم تتلمذ على يد جباة الضرائب. وسرعان ما أثرى. وفي سن الثالثة والعشرين بلغ دخوله نحو 360 ألف جنيه في السنة (1) وكان وسيماً وراقصاً ومبارزاً بارعاً كان محبوباً لدى رجل الحاشية ونسائها، وعين سديراً للشؤون الداخلية للملكة. ولم يكن مستعداً بأية حال ليكون فيلسوفاً، اللهم إلا أنه كان يحذق تأليف الكتب.
ولكنه في 1738 التقى بفولتير فروعه عقله وشهرته وراوده حلم الكتابة والتأليف. فهلا يكون امتيازاً غريباً أو غير مألوف أن يكون رأسمالياً وفيلسوفاً في وقت معاً؟ وقضى بعض الوقت بوردو ضيفاً على منتسكيو، ثم في برجندي مع بيفون. وعمل تأثير هذين الرجلين على تشكيل هلفشيوس، وأصبح صديقاً وثيق الصلة بمليونير آخر هو البارون دي هولباخ الذي كان الزعيم المادي في هذا العصر. وفي أمسيات العشاء لدى البارون وفي صالون مدام دي جرافيني التقى بديدور وجريم وروسو وديكلوس وجالياني ومارمونتيل وترجو. ومن ثم تحولت إتجاهاته.
وفي 1751 اتخذ قرارين خطيرين، فتخلى عن منصبه الوفير الكسب وهو منصب الملتزم العام للضرائب، ولجأ إلى ضيعة إقطاعية في Vore-au Perche وتفرغ لتأليف كتاب يهز العالم وفي العام نفسه وهو في السادسة والثلاثين تزوج من آن كاترين دي أوتريكورت؛ وهي كونتيسة من الإمبراطورية الرومانية المقدسة، وكانت آنذاك في الثانية والثلاثين من العمر وهي من أجمل السيدات وأكثرهن كياسة وعقلاً في فرنسا وأخذها على الفور إلى بلدته فوريه حتى لا تفسدها باريس على حد قول جريم. وهناك أو في باريس دخل فونتيل وكان يناهز مائة عام إلى حجرة ملابس الكونتسة الجميلة وهي تكاد تكون عارمة عارية تماماً، فصرخ وهو يرتد من من الحجرة فرحاً: آه يا سيدي لو أني كنت في سن الثمانين فقط (2).
واحتفظ الزوجان السعيدان كذلك بدار في باريس. وهنا جذب إليها كرم هلفشيوس ومفاتن زوجته كثيراً من قادة الفكر مثل ديدرو ودي هولباخ وفونتنيل وبيون ودالمبير وبيفوت وترجو وحالباني وموريلي وكوندرسيه وهبو. ويقول مارمونتيل: كم أصبحت هذه الدار ملائمة مريحة لرجال الأدب (3) وحاول هفشيوس في حفلات العشاء أن يوجه المناقشة إلى الموضوعات التي فكر في أن يكتب فيها، ويثير النقد لأفكاره وأبدى أنه يصغي كل الإصغاء لما يقال من نقد، وشكا موريليه من أن هلفشيوس يؤلف كتابه شركة بينهم (4).
وظل هلفشيوس يعمل في إعداد الكتاب سبع سنين دأباً، حتى خرج الكتاب المرموق في 15 يوليو 1758 بعنوان «الذكاء» ولشد ما كانت دهشة الأصدقاء الذين رأوا المخطوطة حين ظهر الكتاب متمتعاً بالترخيص الملكي الثمين بالنشر. ذلك أن مالشرب كان قد عهد إلى جان بييرترسيية بمراجعة الكتاب تمهيداً لنشره (عمل الرقابة على المصنفات)، فقرر ترسييه «من رأيي أنه ليس في الكتاب ما يحول دون نشره (5) ولكن المحامي العام في برلمان باريس دفع الكتاب في 6 أغسطس بأنه محشو بالهرطقة والكفر، وألغى مجلس الدولة في 10 أغسطس الترخيص يالطبع، وسرعان ما عزل ترسييه عن مناصبه المربجة. ودفع يهاجم المسيحية قائلاً: بأي لون من الإلحاد والكفر يتهمونني؟ أنا أنكر في أي جزء من الكتاب التثليث أو ألوهية المسيح أو خلود الروح أو بعث الموتى أو أية ناحية أخرى من نواحي العقيدة البابوية، ومن ثم فإني لم أهاجم الديانة بأي شكل من الأشكال (6). وخشي فولتير أن يرسل هلفشيوس إلى الباستيل فنصحه بالرحيل، ولكن هلفشيوس كان مستريحاً في ذاك إلى حد لا يضحي معه من أجل الكتاب، فأصدر تراجعاً في في صيغة الرسالة إلى قسيس، فأعلنت الحكومة بأن هذا غير كافٍ فنشر هو اعتذار يقول جريم» أنه مذل إلى حد لا يدهش معه المرء أن يرى رجلاً يؤثر أن يلجأ إلى الهوتنتوت (قبائل السود في جنوب أفريقية) على أن يضع اسمه على مثل هذه الاعترافات (7)«وقصدت مدام هلفشيوس إلى فرساي لتشفع لزوجها ورضيت الحكومة بأن يأوي إلى ضيعة امدة عامين، وربما أصبحت العقوبة أشد من ذاك لولا أن الملك تذكر أن والد هلفشيوس أنقذ حياته ذات مرة حين كان طبيباً للملكة. وفي 3 يناير اتهم البابا كايمنت الثالث عشر الكتاب بأنه مخز فاسق لا يلتزم قواعد الدين، وفي فبراير أحرق علناً بأمر البرلمان. ولقد رأينا كيف أن هذه» الضجة حول مسألة تافهة كما سماها فولتير قد أسهمت مع مقالة دالمبير جنيف في تضييق الخناق على موسوعة ديدور. وبكل هذا الإعلان الواسع النطاق عن كتاب «الذكاء» تهافت الناس على قراءته أكثر مما أقبلوا على أي كتاب لعب دوراً في الحملة على المسيحية، وظهرت منه عشرون طبعة بالفرنسية على مدى ستة أشهر. وسرعان ما ترجم إلى الإنجليزية والألمانية واليوم لا يعرف عنه شيئاً إلا القليل من العلماء والباحثين ويكاد يكون من المتعذر الحصول على نسخة منه.
ولم ينشر هلفشبوس شيئاً بعد ذلك، ولكنه استمر يكتب. وصرح ثانية وتوسع متروياً غاضباً في شرح وجهات نظره في رسالة "عن الإنسان" وهي التي هاجم فيها رجال الدين بوصفهم باعة متجولين يتجرون في الرجاء والخوف وينشرون الجهل ويقتلون الفكر. وفي هذين الكتابين نجد كل مثله العليا في هذا العصر الطموح، الحرية والمساواة والأخوة: حرية الكلام والصحافة والاجتماع والعبارة، والمساواة بين الجنسين كليهما، وبين كل الطبقات في فرص التعليم وأمام القانون، وتأييد يكاد يكون اشتراكياً لدولة الخير العام حماية وتعويضاً للفقراء السذج ضد الأغنياء الأذكياء". وكل هذه الآراء والمثل العليا يتوجها إيمان شبيه بالإيماء الديني الديني في إمكان بلوغ الجنس البشري مرتبة الكمال المطلق. وهنا أيضاً إذا أصغينا جيدا لسمعنا صوت الثورة.

## فلسفته
ومثل كل الفلاسفة تقريباً يبدأ هلفشيوس بلوك. فكل الأفكار مستمدة من الإحساس، ويلي ذلك من خبرة الفرد. فكل الحالات العقلية عبارة عن مجموعات متضامنة من الأحاسيس يشعر بها الإنسان حالياً أو تنبعث من جديد من الماضي عن طريق الذاكرة، أو يتصورها مستقبلاً عن طريق الخيال. أما إصدار الحكم أو اتخاذ القرار فهو الإحساس بالفوارق بين الأحاسيس. أما العقل فهو مجموعة من الأحكام أو القرارات.
وليس الذهن والنفس شيئاً واحداً هو تجمع أو تعاقب للحالات العقلية. أما النفس فهي حساسة الكائن الحي أي القدرة على استقبال الأحاسيس وكل الإحساس مادي. وكل النفس قوة في المادة. أن كل ظواهر الطب والتاريخ الطبيعي تثبت بوضوح أن هذه القوة...تبدأ بتكوين أعضاء الجسم، وتبقى ما بقيت ثم تنقضي هذه النفس بانحلال هذه الأعضاء وفنائها (8). وللحيوانات أنفس. ويسموا الإنسان على الحيوان بفضل نموه واستواء قامته حيث تتحول قوائمه الأمامية تدريجياً إلى أيد قادرة على الإمساك بالأشياء ومعالجتها.
وحيث بدأ هلفشيوس بجون لوك فأنه يتابع المسيرة مع هويز. فكل عمل رغبة تستجيب لأحاسيس حالية أو مبتعثة. والرغبة هي تذكر اللذة التي اقترنت بأحاسيس معينة، والأفعال رغبة ملحة، وتختلف في شدتها تبعاً للألم أو اللذة المتذكرة والمتوقعة. والانفعالات تؤدي بنا غالباً إلى الخطأ، لأنها تركيز انتباهنا على ناحية معينة من شيء أو موقف بعينه ولا تهيئ لنا المجال لتدبيره من جميع جوانبه (9). والذكاء بهذا المعنى هو تأخر رد الفعل ليهيئ إدراكاً أوسع واستجابة أوفى. وعلى الرغم من ذلك فالانفعالات بالنسبة للخلق هي الحركة بالنسبة للمادة. وهي تزودنا بالدافع حتى الدافع إلى المعرفة. فالإنجاز العقل لأي شخص يختلف تبعاً لحدة انفعالاته فالإنسان العبقري إنسان ذو انفعالات قوية والإنسان الغبي مجرد منها (10). والانفعال الأساسي هو حب القوة والسيطرة، وهو أساسي لأنه يزيد في قدرتنا على تحقيق رغباتنا.
وعند هذا الحد استحق عمل هلفشيوس ما وصفه به فولتير من أنه «عجة بيض» أي خليط من الأفكار التي كانت سائدة منذ عهد طويل في دنيا الفلسفة، ولكنه انطلق الآن إلى أكثر آرائه ومسائله امتيازاً. فحيث أن كل الأفكار تنبع من خبرات الفرد وتجاربه فإن التباين بين أفكار الأفراد والأمم وخلقها يعتمد على الفوارق بين بيئة الفرد أو الأمة. ولدى كل الناس عند مولدهم استعداد متساوٍ للفهم والحكم وليس، وهناك تفوق فطري أو طبيعي في الذهن. لقد وهب الجميع قوة وقدرة على الانتباه كافيتين للارتفاع بهم إلى مرتبة الرجال اللامعين المرموقين إذا كانت البيئة والتعليم والظروف ملائمة لهم. وعدم المساواة في القدرة والأهلية هو دائماً نتيجة الاختلاف في الموقف الذي تصادف أن وضعوا فيه (11).
«وفي اللحظة التي يخرج فيها الطفل من بطن أمه....يدخل إلى الحياة دون أفكار ودون انفعالات. وكل ما يحس به هو الجوع. إننا في المهد (أي عن طريق الوراثة) لا نتلقى انفعالات الزهو والكبرياء والجشع والطمع والرغبة في حسن التقدير والمجد والعظمة. إن هذه الانفعالات المثيرة للشقاق والشغب التي تتولد بين البلدان والمدن تفترض مقدماً وجود تقاليد وقوانين قائمة بالفعل بين الناس...ومثل هذه الانفعالات لا تكون معروفة لدى من تحمله ساعة مولده عاصفة إلى صحراء مقفرة يغذيه ذئب مثل روميلوس. وحب المجد والعظمة شيء مكتسب، ومن ثم فهو نتيجة درس وتعليم (13)».
وحتى العبقرية نفسها نتاج البيئة، أي الخبرة بالإضافة إلى الظروف ويضيف العبقري الخطوة الأخيرة إلى خطوات اكتشفت واتخذت قبله. وهذه الخطوة الأخيرة تكون تبعاً للظروف. وكل فكرة جديدة هي نعمة من نعم الصداقة، أي سلسة من النتائج والآثار لا ندرك لها سبب (13).
«ومن أين يأتي عدم المساواة التامة في الفهم والذكاء»؟ السبب في هذا هو أن أي إنسان لا يدرك على وجه الدقة نفس الأشياء، وليس على وجه الدقة في نفس الموقف، ولم يتلق نفس التعليم، كما أن الصدفة أو الحظ الذي يسمو على تعليمنا لا يؤدي بكل الناس إلى كنوز غنية بقدر سواء. وإننا من أجل هذا ننسب إلى التعليم-بكل ما في هذه الكلمة من معنى، مع أخذ فكرة المصادفة والحظ في اعتبارنا-ننسب عدم المساواة في الفهم والذكاء (14).
ومن الجائز أن هذا التحليل النفسي وهو سخي بصفة خاصة من أحد أصحاب الملايين، مشتق أو نابع من وضع سياسي. فالمحافظون يؤكدون فوارق الوراثة وتأثيرها، والحاجة إلى الحرص والحذر في تغيير النظم المتأصلة في عدم المساواة الطبيعية والمحلية في القدرة والخلق. أما دعاة الإصلاح فيؤكدون على الفوارق البيئية وتأثيرها، مما يجعل عدم المساواة في القدرة والقوة الثروة يبدو راجعاً إلى المصادفة والحظ، إلى مفارقات المولد وميزات الظروف أكثر من إلى جدارة فطرية. ومن ثم يمكن خفض عدم المساواة بالمساواة في التعليم وتحسين البيئة. ويطبق هلفشيوس نظريته في المساواة الطبيعية على الأجناس والأفراد. فكان يمكن أن تصل كل الأجناس إلى نمو متساوٍ إذا تساوت الفرص البيئية لديها. وينتج عن هذا أن الغرور القومي أو الاعتزاز بالجنس مثل الغرور الفردي أو اعتزاز الفرد بنفسه، ليس له في الواقع أي مبرر. أن الحرية التي يفاخر بها الإنجليز...ليست جزاء لشجاعتهم بقدر ما هي نعمة الحظ-«أعنى القنال الإنجليزي والبحار التي تحميهم (الحرية الداخلية إذا تساوت الأشياء الأخرى تتفاوت عكسياً مثل الخطر الخارجي)».
وواضح على هذه الأسس أن طريق التقدم يتبع تحسين التعليم والمجتمع والحكومة. «إن التعليم قادر على التأثير في كل شيء». ألا يدرب التعليم الدب على الرقص (15)؟ أن كل التقدم، حتى في الأخلاق يتوقف على انتشار المعرفة وتدريب الذكاء. اقضِ على الجهل وبذلك تقضي على كل بذور الشر (16) ومن أجل الاقتراب من هذا الهدف يجدر أن يعاد بنا نظام التعليم في فرنسا كما ينبغي أن يحرر من ربقة الكنيسة ويعهد به إلى الدولة، كما يجب أن يكون في متناول كل الأفراد من الجنسين كليهما وفي كل الأعمار. ويجدر أن يحل تدريس العلوم والتقنيات محل تعليم اللاتينية والإغريقية، ويجب أن يكون ثمة تركيز جديد على بناء الأجسام الصحيحة «والعقول السليمة المتمسكة بالفضيلة (17)».
وعلى الرغم من أن هلفشيوس لم ينكر أية تعاليم مسيحية نراه هنا يدخل في دعوى مثيرة بقصد تقليص نفوذ الكنيسة في فرنسا. أنه يهاجم الكنيسة من وجهة نظر اجتماعية لا لاهوتية، أنه يشجب وجهة النظر الكاثوليكية في تمجيد العزوبة والفقر، ولكنه يطرب ويبتهج لأن قلة ضئيلة من المسيحيين هم الذين ينظرون إلى هذه الأفكار بعين الجد. "أن ميلاً خفياً إلى الشك وعدم التصديق يقاوم هذه الأثر الخبيث المؤذي للمبادئ الدينية (18) أنه يتهم سيطرة الكاثوليك على التعليم لا بأنه تعوق النقد الفني والعلمي في الأمة بتجاهل العلوم والاستخفاف بها فحسب، بل بأنها كذلك تمكن رجال الدين من تشكيل ذهن الطفل لإخضاعه للسيطرة الكهنوتية (19).
"إن رغبة رجال الدين في كل العصور انصرفت إلى القوة والنفوذ والثراء. وبأية وسيلة يمكن إشباع هذه الرغبة؟ ببيع الرجاء (في التعليم) والخوف (من الجحيم). إن الكهنة وهم تجار جملة في هذه السلع كانوا يحسون ويدركون أن هذا البيع سيكون مؤكداً رابحاً (20).....وتتوقف قوة الكاهن وسلطانه على الخرافات، وعلى تصديق الناس في غباء وحمق لهم. وليس اتعليمهم قيمة لديه. وكلما قلت المعرفة عندهم ازدادوا امتثالاً لأوامره (21)....إن أول هدف للكهنة في كل ديانة هو خنق حب الاستطلاع عن الناس، والحيلولة دون فحص أية تعاليم ومبادئ يكون سخفها ملموساً محسوساً إلى حد لا يمكن إخفاؤه (22)...لقد ولد الإنسان جاهلاً، ولكنه لم يولد مغفلاً أبله، وليس إلا بالجهد والمشقة ليكون كذلك، ولا بد لذلك وليكون قادراً على إطفاء هذا النور الطبيعي في داخله من استخدام كثير من الخدع والحيل والأساليب، ومن ثم يكدس التوجيه والتربية في ذهنه أخطاء فوق أخطاء (23) وليس ثمة شيء تعجزه قوة الكهنوت بمساعدة الخرافة عن تنفيذ، لأنها تسلب الحكام والقضاة سلطانهم وسيادتهم، والملوك سلطتهم الشرعية، وبذلك تخضع الناس وتحرز السيطرة عليهم. وغالباً ما تكون هذه أعلى من سيادة القوانين، ومن ثم تفسد في النهاية المبادئ الأخلاقية نفسها (24).
ويضيف هلفشيوس ثمانية فصول عن التسامح.
"أنه التعصب أم عدم التسامح الديني هو ربيب الطمع الكهنوتي وسرعة التصديق الغبي الأحمق (25)...وإذا أنا صدقت مربيتي أو معلمي! إن كل ديانة أخرى باطلة زائفة، وديانتي وحدها هي الصحيحة الحقة. ولكن هل يعترف العالم كله بهذا؟ لا، فإن الأرض لا تزال تئن تحت وطأة المعابد الكثيرة الموقوفة على الخطأ (26). وماذا يعلمنا تاريخ الأديان؟ أنها أضاءت في كل مكان مشعل التعصب وملأت السهول بالجثث وخضبت الحقول بالدماء وأحرقت المدن وأقامت إمبراطوريات مهلهلة (27). أليس الأتراك، ودينهم دين جهاد وحرب، أكثر تسامحاً منا؟ إننا نشهد الكنائس في القسطنطينية ولكنا لا نرى مساجد في باريس (28). إن التسامح يخضع الكاهن للأمير ولكن التعصب يخضع الكاهن للأمير ولكن التعصب يخضع الأمير للكاهن (29).
ويميل هلفشيوس إلى القول باستثناء واحد في جانب التعصب، حيث يقول: "هناك سبب واحد يمكن أن يكون فيه التعصب ضاراً بالشعب، حيث يكون التسامح مع عقيدة تتسم بالتعصب مثل الكاثوليكية. فإن مثل هذه العقيدة التي تصبح أقوى ما تكون في دولة ما سوف تسفك دائماً دماء حماتها الأغبياء. لا تسمحوا للكاثوليك المتملقين أن يستغلوا البروتستنت. إن القساوسة الذين يعتبرون التعصب في بروسيا أمراً بغيضاً وخرقاً للقانون الطبيعي والسماوي ينظرون إلى التسامح في فرنسا على أنه جريمة وهرطقة. وماذا يجعل الإنسان مختلفاً عن غيره في مختلف الأقطار؟ ليس إلا ضعفه في بروسيا وقوته في فرنسا. وإذا تأملنا في سلوك المسيحيين الكاثوليك، لوجدنا أنهم في البداية حين يكونون ضعافاً يبدون وكأنهم حملان وديعة حتى إذا أصبحوا أقوياء كانوا وحوشاً ضارية (30).
وأدلى هلفشيوس من حين إلى حين بكلمة طيبة عن المسيحية، وبخاصة عن البروتستنتية ولم يكن ملحداً ولكنه كره تصوير الأصفار المقدسة للإله طاغية...يعاقب على الهنات الهينات بالعذاب المقيم (31). وراوده الأمل في ديانة عالمية تقيم تحت رقابة الدولة «أخلاقيات طبيعية» متحررة من الثواب والعقاب بعد الموت (32). ووضع العقل الإنساني فوق كل دعاوى الإنسان للوحي الإلهي. فإن الرجل الأمين سوف يمتثل دائماً لعقله مؤثراً إياه على الوحي. لأنه سيقول بينه وبين نفسه عن يقين بالغ بأن الله هو منشئ العقل البشري أكثر من أنه مؤلف كتاب بعينه (33).
ولكن أليست المعتقدات الخارقة والوازع الديني ضرورية لفاعلية القانون الأخلاقي؟ يقول هلفشيوس. كلا "ليس على الدين ولكن على التشريع أو القانون وحده تتوقف رذائل الناس وفضائلهم وقوتهم وهناءتهم...إن كل جريمة لا يعاقب عليها القانون تقترف كل يوم فأي دليل أقوى من هذا على عقم الدين وعدم جدواه؟...
ومن أين ينشأ الأمن الحالي في باريس؟ هل ينشأ من تقوى أهلها وتبتلهم؟ كلا إنما ينشأ من نظام الشرطة ويقظتهم...وفي أية فترة أصبحت القسطنطينية وكر الرذائل؟ في نفس اللحظة التي قامت فيها المسيحية هناك...إن أشد الملوك تمسكاً بالمسيحية لم يكونوا أعظم الحكام. إن قليلاً منهم تحلوا بفضائل تيتس أوتراجان أو أنطونيوس وأي أمير تقي ورع يمكن أن يقارن بهؤلاء؟(34).
ومن هنا بدا لهلفشيوس أن مهمة الفلسفة أن تبتكر وتنشر أخلاقيات مستقلة عن العقيدة الدينية. ومن وجهة النظر هذه كتب ما أسماه أحد الباحثين «أعظم اختبار على الأخلاق الاجتماعية خطه يراع أي فيلسوف (35) أنه عقد العزم على ألا ينتقص من قدر الطبيعة البشرية أو يجعلها بل يأخذها كما وجدها بكل ما فيها من أنانية، ويحاول أن يبني عليها أخلاقاً طبيعية. إن الإنسان ليس خيراً أو شراً بالطبيعة. إنه مخلوق حاول أن يحافظ على ذاته في عالم يحاول كل كائن آخر فيه أن يفتك به إن عاجلاً أو آجلاً (36). إن الصورة التي كان قد رسمها روسو حديثاً للمجتمع البدائي بدت لهلفشيوس خيالاً تافهاً غير ذي قيمة. وكان هوبر أقرب إلى الحقيقة حين وصف» حالة الطبيعة«بأنها صراع كل فرد ضد المجتمع. إن لفظتي الخير والشر في تطبيقها على الناس ليس لهما معنى إلا في مجتمع، وكل الطيبة فضيلة اجتماعية وهي نتاج التدريب أو التعليم الاجتماعي على الغابات والأغراض الاجتماعية.» إن الأمير الذي يثق في استقامة الخلق الفري المتأصل في النفوس شقي تعس. إن روسو يفترض وجود هذه الاستقامة، ولكن الخبرة تنكر وجودها. وكل من يتأمل في هذا سينتهي إلى أن الطفل يقتل الذباب ويضرب كلبه ويخنق عصفوره أي أن غب الطفل كل رذائل الرجل. إن الرجل وهو في أوج سلطانه، (متحرراً من كل القيود والضوابط الاجتماعية) غالباً ما يكون جائراً ظالماً. والطفل القوي مثله تماماً: فإنه إذا لم يكبح جماحه وجود رفاقه مثل الرجل في أوج سلطانه يستحيل لنفسه حلوى رفيقه وأدوات لعبه ويستولي عليها (37).
ومن الواضح عندئذ أنه ليس هناك حاسة أخلاقية فطرية، فكل الأحكام على الخطأ والصواب تنمو عن طريق خبرة الفرد نتيجة لتعاليم أسرته وجماعته وحكومته وكنيسته، وفرضها عليه قسراً. فإذا تحر ر الفرد من هذا القسر. كما هو الحال في الحكم المطلق أو الحرب أو الزحام-فإنه يميل إلى العودة إلى مخالفة القانون والتمرد عليه، وإلى عدم التمسك بالمبادئ الأخلاقية. وهنا «لا تكون الأخلاق في معظم الأمم آنئذ إلا مجرد مجموعة من تعاليم وقواعد سلوكية يمليها ويفرضها الأقوياء ليضمنوا سيطرتهم وسيادتهم، مع الاستمرار في ظلمهم وطغيانهم، مع الإفلات من أي عقاب» ولكن الأخلاق بمعناها الصحيح هي «معرفة الوسائل التي يبتدعها الناس ليعيشوا معاً وجنباً إلى جنب في أسعد حال...وإذا كان من بيدهم الأمر والسلطة لا يعارضون تقدم المعرفة بهذه الوسائل فإنها تنهض وتتقدم كلما أكتسب الناس معرفة جديدة»(39).
وهلفشيوس يعتنق صراحة مذهب المتعة (اللذة أو السعادة). وهي الخير الرئيسي أو الأوحد في الحياة: فالسعادة هي هدف الحياة هنا على الأرض، والسعادة هي استمرار اللذة ودوامها، وكل اللذة حسية أو فسيولوجية أساساً (40) «إن نشاط الذهن واكتساب المعرفة، هما أعظم اللذات إشباعاً على الدوام (41) ولكنهما ماديان أيضاً بصفة جوهرية. والزهد أو التقشف ضرب من الحمق. واللذة الجنسية مشروعة تماماً إذا لم تؤذ أحداً. وليست الفضيلة هي الامتثال لشرائع الله بل هي السلوك الذي يوفر أعظم اللذة لأكبر عدد من الناس. وهنا وبشكل واضح هلفشيوس الأخلاق النفعية التي جاء بها بالفعل هتشنسون (1725) والتي شرحها بنتام فيما بعد (1789).» ولكي تكون فاضلاً يجب أن تجمع بين نبل النفس والعقل المستنير. وهذا الذي يجمع بين هاتين النعمتين إنما يتجه إلى المنفعة العامة. وهذه المنفعة هي قاعدة كل الفضائل الإنسانية وأساس كل التشريع...وكل القوانين يجب أن تتبع مبدأ أو قاعدة واحدة وهي نفع الناس جميعاً أي أكبر عدد من الناس في ظل الحكومة نفسها...فهذا المبدأ يتضمن كل الأخلاقيات وكل التشريع (42).
وعلى الرغم من ذلك فإن كل الأفعال في رأي هلفشيوس مهما كانت أخلاقية وفاضلة أنانية. وقد لا تكون الأفعال بالضرورة أنانية، فكثير منها يتسم بالغيرة (حب الغير) بمعنى أنه مقصود به نفع الآخرين وفي بعض الأحيان تكلف فاعليها تمناً غالياً. ولكن حتى مثل هذه الأفعال أنانية بمعنى أن الدافع إليها هو إرضاء الذات. أننا غيريون (نحب الغير) إننا بالفطرة أو بالتعليم والمران يمكن أن نجد لذة كبيرة في إدخال السرور على الآخرين وإسعادهم. وهكذا قد تضحي الأم من أجل طفلها أو البطل من أجل وطنه. إننا إذ نفعل الخير لغيرنا فذلك يرجع إلى أننا عن قصد أو عن غير قصد نتذكر في لذة وسرور ما قوبلت به مثل هذه الأفعال في الماضي من حب أو تقدير اجتماعي. وبهذه الطريقة قد تصبح الأفعال الغيرية عادة لدينا، وقد نشعر بالإزعاج أو الخوف إذ لم نقم بها. وقد يبدو النسك أو التبتل الديني عملاً فاضلاً إلى درجة عالية، ولكنه "مجرد استثمار طويل الأجل في سندات السماء" أي مجرد محاولة طويلة الأمد لضمان حسن الجزاء في السماء "فإذا فرض ناسك أو راهب على نفسه قانون الصمت وجلد نفسه بالسوط في كل ليلة وعاش على الحبوب والماء وافترش الأرض على القش فأنه يظن أنه بفضل النحول والهزال سيحظى بمنزلة رفيعة في الجنة (43). وإذا لم يحكم المجتمع المحلي على أي تصرف أو فعل وحشي قاس بالإدانة ويستنكره فإن هؤلاء الرجال المقدسين سيرتكبونه دون خجل أو لجوء إلى القانون، مثال ذلك إحراقهم المهرطقين (44). إن الصداقة نفسها ضرب من الأنانية: فهي تبادل خدمات حتى ولو كانت مجرد تأييد، وحيثما انقطع مثل هذا التبادل تقطعت أواصر هذه الصداقة، وليس ثمة شيء استثنائي أو غير مألوف أكثر من الصداقة التي لا تدوم طويلاً (45)، وجوهر الحقيقة إننا دائماً نحن الذين نحب أنفسنا في غيرنا (36).
وحين هبط لاروشفوكول بالمثل بمختلف الدوافع إلى حب الذات فأنه شعر بالأسى باعتبار أن حب الذات هذا رذيلة. ولكن هلفشيوس ارتضاه على اعتباره فضيلة، على أنه سهى للمحافظة على الذات. وعلى أية حال فتلك حقيقة عامة من حقائق الحياة "فالغضب أو الشعور بالضيق من الأفعال القائمة على حب الذات وهو مثل الشكوى من زخات المطر في الربيع أو من حر الصيف...أو صقيع الشتاء"(47). ومن منطلق عمومية حب الذات تماماً يقترح هلفشيوس إقامة أخلاقيات "علمية". فالتعليم والتشريع يمكن أن يشكلا الأخلاق والعادات إلى حد الإزعاج والشعور بالقلق والضيق بالأفعال أو التصرفات غير الاجتماعية، والشعور باللذة والسرور في الفضيلة-أي في الأفعال التي تفيد الجماعة وتسدي إليها خيراً. ويجدر بالفيلسوف أن يدرس السلوك الإنساني والحاجة الاجتماعية بقصد اكتشاف أي شكل من أشكال السلوك أكثر نفعاً وخيراً لأكبر عدد من الناس، ويحاول مع المعلمين والمشرعين التماس المغريات والمحاذير التي يمكن مع الاستعانة بحب الذات أن تشجع السلوك الاجتماعي، وأية فوائد تعود على الجنس البشري من مثل هذا الاتفاق بين الفلاسفة والملوك؟" إن فضائل الشعب وسعادته لا تنبع من قدسية عقيدتهم الدينية ونقاوتها بل من حكمة قوانينهم (48).
وهكذا تحول هلفشيوس في قمة فلسفته إلى دراسة التشريع والحكومة. أنه من الناحية السياسية أشد الفلاسفة تطرفاً. أنه لا يشارك فولتير إيمانه «بالحكم المطلق المستنير» فإن مثل هؤلاء الحكام قد ينزعون إلى إخماد أية آراء غير آرائهم هم أنفسهم، التي قد تكون خاطئة ضارة. ويقتبس قول فردريك الأكبر لأكاديمية برلين «ليس ثمة ما هو أفضل من حكومة استبدادية يرأسها أمير عادل إنساني عطوف متمسك بالفضيلة، وليس ثمة شيء أسوأ من حكم الملوك العاديين البسطاء»(49). والملكية المحددة السلطة أو الدستورية مثل إنجلترا صالحة طيبة، والأحسن منها اتحاد من جمهوريات ديمقراطية تعاهدت على العمل المشترك ضد أي ظالم (50). والأرستقراطية جائرة نظرياً حيث أن المقدرة العليا نتاج الصدفة، ولكن الديمقراطية الكاملة غير مرغوب فيها، ما دام الفقراء غير متعلمين لا يملكون شيئاً. ومن ثم فإن المشرع الحكيم يسعى إلى نشر التعليم وحسن توزيع الملكية.
إن هذا "المليونير" الخبير بشؤون المال يرثي لتركيز الثروة وتيسير هذا التركيز عن طريق الاقتصاد القائم على المال:"إن هذا الشقاء الذي يخيم على كل الناس والأمم تقريباً إنما ينشأ من قصور قوانينهم والتوزيع البعيد كل البعد عن المساواة لثرواتهم. وفي معظم الممالك توجد طبقتان فقط من المواطنين: واحدة في مسيس الحاجة إلى الضروريات والأخرى تبذر تبذيراً (51)...وإذا كان فساد السلطة في الشعب أبرز ما يكون في عصور الترف والبذخ فما ذاك إلا لأن ثروة الأمة في تلك العصور كانت مركزة في أيدي أقل نفر من الناس (52).
إن الاستعاضة بالمال أو النقود عن الأرض رمزاً للسلطة والقوة ونقطة ارتكاز لهما، ينشأ عنها سباق على الثروة، فيه تفويض للاستقرار الاجتماعي وتصعيد الصراع الطبقي، كما يؤدي إلى تضخم مدمر. "وفي الأمة التي تزداد تدريجاً ثروتها ومالها-وبخاصة العملة الورقية-وترتفع أسعار الحاجيات وأجور العمال باستمرار..وكلما أصبح العمل غالي التكلفة في أمة غنية فإنها لابد تستورد من الأمم الأخرى أكثر مما تصدر إليها. وإذا ظلت كل العوامل الأخرى على حالها...فإن أموال الأمة الغنية سوف تنتقل أو تتسرب دون أن يشعر بها أحد إلى الأمة الأفقر التي ستدمر نفسها بدورها وبنفس الطريقة إذا أصبحت غنية (53).
وهل ثمة مهرب من تركيز الثروة أو التزاحم على المال؟ "يجدر بالإنسان أن يضاعف عدد الملاك عن طريق توزيع جديد للأرض. فإذا زادت أرض أحد الناس عن قدر معين من الأفدنة فيجب أن تفرض عليها ضرائب تفوق قيمة إيجارها. ومثل إعادة توزيع الأرض هذه قد تكون مستحيلة تقريباً في اقتصاد يقوم على المال، ولكن إذا أمكن تداركها بحكمة فمن المستطاع تنفيذها بتغيرات دائمة غير محسوسة (54).
فلنعمد إلى إنقاص ثروة الناس وزيادة آخرين ونهيئ للفقراء حالة من اليسر والرخاء حتى يتمكنوا بسبع أو ثمان ساعات من العمل في اليوم أن يوفروا لأنفسهم ولذويهم وسائل العيش ويسدوا حاجتهم، ومن ثم يصبح الشعب سعيداً بقدر ما تسمح به الطبيعة البشرية (55).

## تأثير هلفشيوس
وهنا في كتابين لرجل واحد نجد كل الأفكار التي صنعت الثروة الفرنسية وكل الأفكار التي تعتلج في صدور الأمم وتحركها اليوم. فلا عجب أن وضعت الفئات الفرنسية المتعلمة المثقفة في الربع الثالث من القرن الثامن عشر هلفشيوس في منزلة سواء تقريباً مع فولتير وروسو وديدرو، ورحبت بكتابه الأول وهللت له مما كاد لا يحظى به كتاب غيره في ذاك العصر. وقال برونيتييز "إن أي كتاب غيره لم يحث مثل هذه الضجة في زمانه، ولم ينشر في الخارج أفكاراً أكثر أخذت تشق طريقها إلى العالم بأسره (56).
وذكر بريسو في 1775 «لقي منهج هلفشيوس وآراؤه أعظم رواج وشعبية». وشكا ترجو على حين كان يعارض هذا المنهج من أن الناس امتدحوا وأثنوا عليه في شيء من الشدة والعنف: وقال آخر «إن هذا الكتاب كان يوجد على كل منضدة (57)». وأطرى كل النقاد وضوح أسلوبه وقوة حكمه وتصويراته البارعة والروح الإنسانية البارزة في رجل يدافع عن إعادة توزيع الثروة على حين أنه ثري أوتي كل شيء.
ومهما يكن من شيء فإن الفلاسفة أنفسهم انتقدوا «منهج هلفشيوس» باعتباره قائماً على مفاهيم خاطئة. ودافع فولتير عن دعاوى الوراثة. فكل الناس عند الميلاد ليسوا متساويين في التفوق الذهني والخلقي الكامن ورأى أن العقوبات مولودة لا مصنوعة (58). واتفق ديدرو مع فولتير فيما ذهب إليه. وفي تفنيد لكتاب هلفشيوس بعنوان «الإنسان» (كتب في 1775، ولكن لم ينشر إلا بعد مائة عام من تأليفه)، دفع ديدرو بأن الأحاسيس تنتقل بأشكال مختلفة الأفراد بغعل الفوارق الموروثة في تركيب المخ وينيته (59) «لا يولد الإنسان غفلاً أو خالياً من كل شيء، حقاً أنه حقاً أنه يولد بدون أفكار أو انفعالات موجهة، ولكنه منذ اللحظة الأولى يوهب استعداد أو ميلاً إلى التصوير والمقارنة والاحتفاظ ببعض الأفكار في تلذذ واستمتاع أكثر من غيرها. وميلاً ونزعات مسيطرة تنتج عنها فيما بعد الانفعالات الواقعية»(60).
وهنا نجد ديدرو، الذي كان قد بدأ بجون لوك بتحول إلى ليبنتز ويمد يده إلى كانت. أن تأثير البيئة والتعليم في نظر ديدرو، محدود دائماً بالوراثة «إننا لا نستطيع أن نعطي ما رفضته الطبيعة، وربما نقضي على ما تهبه الطبيعة..إن التعليم يعمل على تحسين ما تهبه لنا»(61) واستاء من الهبوط بالمناهج الفكرية إلى لذة حسية، واشترك في الاحتجاج العام على فكرة هلفشيوس التي تقول بأن كل الغيرة (حب الغير) أنانية غير محسوسة أو محتجبة.
وكانت مدام دي ديفان واحدة من النفر القليل الذين اتفقوا مع هلفشيوس في هذه النقطة. وقالت "إن هذا الرجل كشف الغطاء عن سر كل إنسان"(62) أما آدم سميث الذي كان يتبع صديقه هيوم فإنه أصر على أن الغيرة مؤسسة على مشاعر عطف فطرية مثل الأنانية سواء بسواء، ولكنه في كتابه "ثروة الأمم" أسس نظريته الاقتصادية على شمولية حب الذات. وفي نشوة الثورة أثار هلفشيوس اشمئزاز مدام رولان. "لقد شعرت أني مدفوعة بكرم لم يعترف هو به قط....وواجهت نظرياته بالأبطال العظام الذين خلدهم التاريخ (63).
ولا يمكن حل هذه المسائل بسهولة في فقرة من الفقرات، ويبدو واضحاً أن الاختلافات في التكوين الوراثي أو الخلقي تؤثر تأثيراً جوهريا في عمل البيئة والتعليم. وكيف إذن نفسر بأي شكل آخر الخلق والنمو المتبادلين كل التباين في الأخوة على الرغم من التشابه في النشأ والأصل والفرص؟ ومع ذلك فإن هلفشيوس كان على حق؟ في نطاق الحدود التي فرضتها البيئة، فيمكن أن تحدث تغييرات جسيمة في سلوك الأفراد والجماعات بفعل الاختلافات فب البيئة والتعليم والتشريع، إلا كيف نفسر انتقال الإنسان من الهمجية إلى المدنية؟ وربما يجدر بنا أن نسلم لهلفشيوس بأنه ليس ثمة إنسان يعمل واعياً بطريقة أشد إيلاماً من بديلتها. ولكن بعض الغرائز الاجتماعية-حب الأم، حب العيش مع أبناء جنسه، حب الاستحسان-على الرغم من أنها لا تقدر على منافسة غرائز النزعة الفردية في كمال القوة، فإنها أي الغرائز الاجتماعية قوية إلى حد تستطيع معه توليد أفعال اجتماعية قبل أي ترجيح واعٍ للذة أو الألم أو النتيجة. فكل منا ذات أو «أنا» ولكن بعض الذوات أو «الأنا» تتسع لتشمل أسرتنا أو جماعتنا أو وطنا أو الجنس البشري بأسره. وعلى هذا الأساس تكون أوسع «أنا» هي الأفضل.
وعلى أية حال فإن كثيراً من الناس تأثروا وتحركوا للتفكير والعمل بفضل أراء هلفشيوس. ومن الجائز أنه تحت تأثير هلفشيوس بدأ لاشالوتيه حملته لإبدال مدارس كهنة القرى وكليات الجزويت بطرق تعليمية تشرف عليها الدولة. وترجع المدارس العامة في أمريكا إلى مقترحات كوندرسيه الذي سمى نفسه تلميذ هلفشيوس ومريده (64) وأكد بكاريا Beccaria إن كتابات هلفشيوس هي التي أوحت بكتابة دفاعه التاريخي عن إصلاح قانون العقوبات والسياسة. وصرح بنتام بأنه «مدين لكتاب هلفشيوس» الذكاء«بكثير من أفكاره»-بما في ذلك مبدأ المنفعة بالتماس أعظم السعادة لأكبر عدد من الناس في الأخلاق وفي التعليم (65). وشهد «الميثاق الوطني» في 1792 بتقدير تأثير هلفشيوس في الثروة، بأن منح بنات هلفشيوس لقب «بنات الأمة». وبنى وليم جودون Goduin بحثه في العدل السياسي (1793) على تعاليم هلفشيوس. أما زوجته ماري ولستونكرافت فقد وجهها إلى حد ما إلى تأليف كتابها المؤذن بعهد جديد «حقوق المرأة»، دعوى هلفشيوس بأن الفوارق بين الجنسين ترجع إلى حد كبير إلى التفاوت في التعليم وفي الفرص (66).
وقابل كثير من معاصري هلفشيوس بين نظريته في شمولية الأنانية وبين كرم خلقه وحياته الموسومة بالخير والإحسان. وكتبت عنه مارمونتيل: "ليس ثمة رجل أفضل منه، فهو متحرر كريم جواد دون تظاهر أو تصنع، محسن من صميم قلبه (67) ووصف جريم الذي نادراً ما كان مسرفاً في مدحه، هلفشيوس بأنه "رجل مهذب وديع حقاً، منصف متسامح، ليس سريع الغضب أبداً، زوج صالح ووالد عطوف، وصديق وفي وإنسان طيب (68). وكان يصدق على شخصه ذلك الذي جاء في مؤلفه "الذكاء" "من أجل أن نحب الناس يجدر أن نتوقع القليل منهم...إن كل إنسان مادامت أهواؤه وانفعالاته لا تغشى عقله سيكون أكثر تسامحاً كلما ازداد استنارة...فإذا كان الرجل العظيم هو دائماً أكثر تسامحاً...وإذا كان يقابل أخطاء الآخرين ببلسم الإشفاق الشافي ويتمهل في الكشف عن هذه الأخطاء، فما ذاك إلا لأن سمو عقله لا يجيز له أن يطنب في رذائل أفراد بعينهم وحماقاتهم، بل يحوم حول رذائل وحماقات الجنس البشري بصفة عامة (69).
إنه في فوري وفي باريس عاش مع زوجته وأطفاله أنشودة الإخلاص والسعادة. وفي عام 1764 تجول في إنجلترا وألمانيا. وقابل هيوم وجيبون وفردريك الأكبر. وفي عام 1770 أسهم في تكاليف التمثال الذي أقامه بيجال لفولتير. وفي 1771 فارق الحياة على فراشه مع دي هولباخ وغيره من الأصدقاء. ووفاء لذكراه رفضت أرملته كل من طلب يدها للزاوج، بما فيهم بنيامين فرنكلين. وعمرت بعد وفاة زوجها تسعاً وعشرين سنة. ومرت بعهد الثورة في سلام وأمان وقضت نحبها في عام 1800، في سن الواحد والثمانين.

## للاستزادة
- استيعاب (استعمار فرنسي)

## وصلات خارجية
- كلود أدريان هلفتيوس على موقع الموسوعة البريطانية (الإنجليزية)
- كلود أدريان هلفتيوس على موقع إن إن دي بي (الإنجليزية)
- A Treatise on Man: His Intellectual Faculties & His Education by Helvétius - English translation by W. Hooper, 1777, Google Books
- De l'Esprit, or Essays on the Mind and Its Several Faculties by Helvétius - English translation by William Mudford, 1807, Google Books